# Sömnfiskar
Sömnfiskar (Eleotridae) är en familj i underordningen smörbultslika fiskar (Gobioidei) som tillhör ordningen abborrartade fiskar. Dessa djur lever i sötvatten eller bräckt vatten.

## Kännetecken
Som alla fiskar i samma underordning har sömnfiskar en långsträckt kropp med runt tvärsnitt. I motsats till smörbultarna är deras bröstfenor skilda från varandra men fenornas baser ligger nära varandra eller är hopvuxna. De har även två från varandra skilda ryggfenor. Den främre av dessa fenor har två till åtta hårda strålar. De flesta arter i familjen blir fem till femton centimeter långa. Med 65 centimeters kroppslängd är Oxyeleostris marmorata den största arten.

## Utbredning
Sömnfiskar förekommer vid tropiska och subtropiska kustlinjer, oftast i bräckt vatten. I Australien, Nya Zeeland och andra regioner finns arter som uteslutande lever i sötvatten.

## Levnadssätt
Dessa fiskar lever på vattendragets botten, ofta mellan växter. Hos många arter lever individerna ensamma med ett särskilt revir. Sällan förekommer mindre grupper. Sömnfiskar är ofta aktiva under gryningen eller natten. De flesta arter livnär sig av smådjur som insektslarver, maskar, kräftdjur och fisklarver. Några arter äter även alger. De lägger sina ägg i grottor eller mellan stenar samt vattenväxter. Båda könen eller bara hannarna vaktar rommen tills ungarna kläcks.

## Systematik
Familjen sömnfiskar delas i två underfamiljer, 35 släkten och mer än 155 arter.
Underfamiljen Butinae består av 13 släkten som lever i söt- eller bräckigt vatten vid tropiska kuster av Sydostasien och västra Afrika. Underfamiljen Eleotrinae omfattar 22 släkten som förekommer över hela världen i sötvatten och mangrove.